# Eliurus ellermani
Eliurus ellermani és una espècie de mamífer rosegador de la família dels nesòmids. És endèmic de l'est de Madagascar, on viu a altituds d'entre 400 i 850 msnm. Probablement es tracta d'un animal arborícola. Es creu que el seu hàbitat natural són els boscos tropicals de plana o d'altituds mitjanes. Es desconeix si hi ha cap amenaça significativa per a la supervivència d'aquesta espècie.
L'espècie fou anomenada en honor de l'empresari i naturalista britànic John Reeves Ellerman.